# Victoire Wirix
Victoire Leonhardt-Wirix (* 28. Juni 1875 in Maastricht; † 8. Februar 1938 in 's-Graveland) war eine niederländische Malerin.

## Leben und Werk

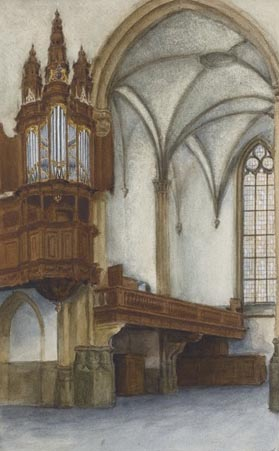
Blick auf die Orgel in der Nieuwe Kerk, Amsterdam

Victoire Wirix wurde am 28. Juni 1875 in Maastricht geboren. Ihr Vater war Johannes Godefridus Wirix und ihre Mutter Maria Rühle.
Sie studierte an der Rijksakademie van beeldende kunsten in Amsterdam und am Internationaal schildersatelier. Sie war Schülerin von Carel Lodewijk Dake der Ältere, Abraham Frans Gips, Marie de Jonge, Martin Monnickendam, Gerard Overman, Coba Ritsema, Adriaan Christiaan Willem Terhell und Nicolaas van der Waay. Am 1. März 1900 heiratete sie George Leonhardt, mit ihm hatte sie einen Sohn. Leonhaardt-Wirix gehörte der Künstlervereinigung Arti et Amicitiae an. Sie hat zwischen 1915 und 1921 regelmäßig an den Ausstellungen der Kunstenaarsvereniging Sint Lucas teilgenommen.